# Ibenholt-familien
Ibenholt-familien (Ebenaceae) er en plantefamilie med to slægter.
| Slægter |

- Diospyros
- Euclea